# Яджнавараха
Яджнавараха — брахман королевской крови, внук Харшавармана I.
Служил пурохитой (советником правителя) у Раджендравармана II и был наставником его сына, будущего короля Кхмерской империи — Джаявармана V.
Яджнавараха вошёл в историю благодаря своему творению — строительству храма Бантеай Срей, которое закончилось в 967 году.
Джаяварман V наградил его титулом «врах гуру» (святого духовного учителя).